# مسجد جامع سمنان
مسجد جامع سمنان بنایی بسیار کهن و با ارزش در سمنان است. در طول زمان تغییرات و تحولات زیادی در این مسجد به وجود آمده‌است، اما هم‌اکنون در آن آثار دوران سلجوقی و تیموری دیده می‌شود. عقیده بر این است که این مسجد در قرن نخست هجری و بر روی خرابه‌های آتشکده بنا شده است. مسجد جامع سمنان در طول تاریخ از لحاظ مذهبی، فرهنگی و اجتماعی از ارزش و اعتبار زیادی برخوردار بوده‌است. سبک معماری این بنا به شیوه معماری آذری می‌باشد.

## تاریخچه

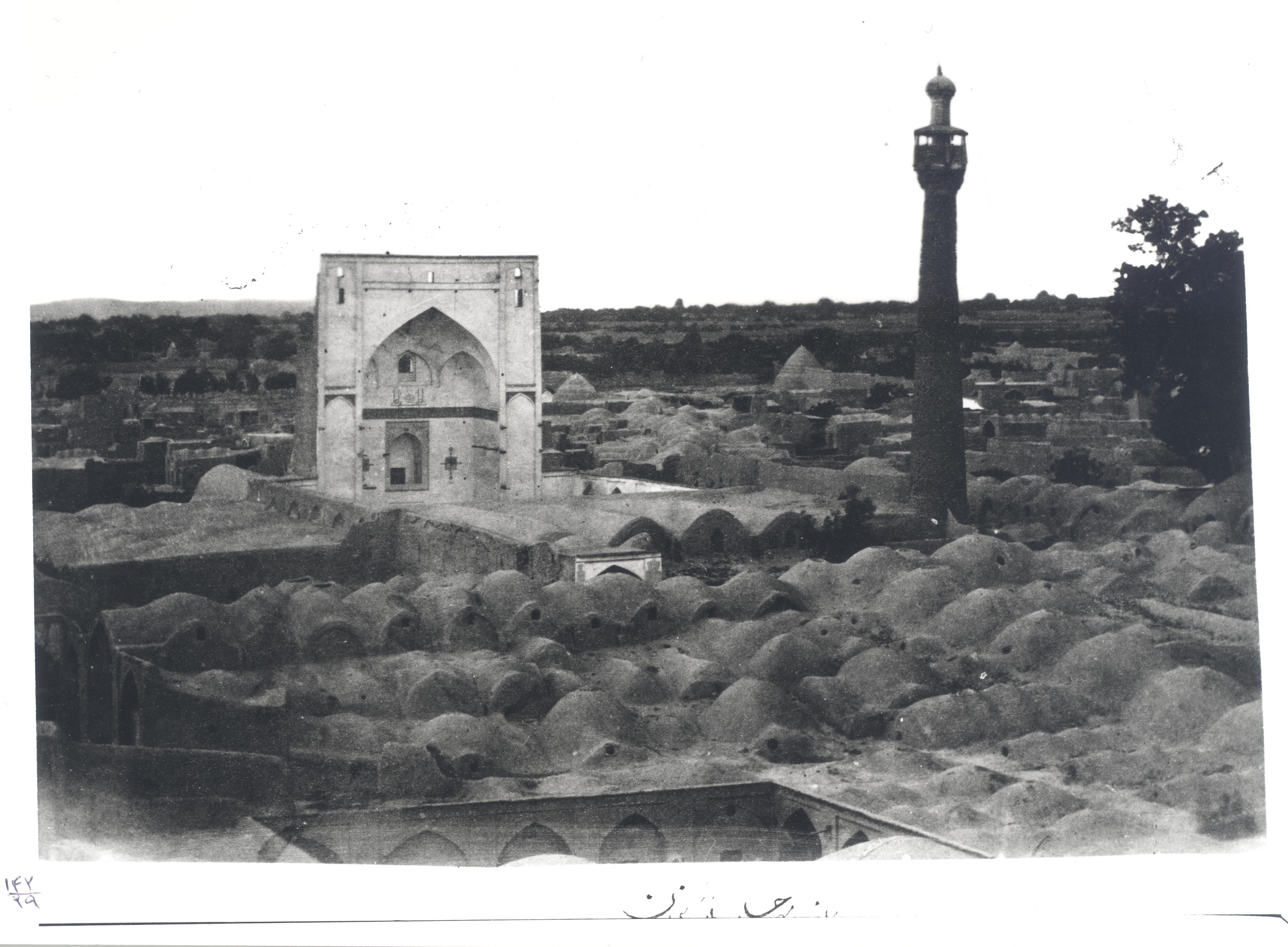
نمایی از مسجد جامع سمنان در اواخر سدهٔ ۱۳ هجری قمری

محمد حسن صنیع‌الدوله در کتاب مرآت البلدان در این باره می‌نویسد: در زمان خلافت علی بن ابیطالب، ایشان فرمودند که از کوفه تا بخارا ۱۰۰۱ مسجد بنا کنند، در حکومت عبدالله بن عمر، ثروتمندان سمنان مسجد کنونی این شهر را ساختند ولی این بنا دارای چندان شکوهی نبود. پس از آن بارها افراد زیادی بر بنای ابتدایی افزودند، مانند گنبد باختری و شبستان شمالی که این دو را خواجه ابوسعید سمنانی و خواجه نظام‌الدین در دوران سلطنت سنجر سلجوقی ساختند و شبستان جنوبی را که شیخ رکن‌الدین علاءالدوله سمنانی در زمان وزارت ارغون‌خان بنا نمود و چون خرابی به وجود آمده بود، در زمان فتحعلی شاه، ذوالفقارخان به تجدید آن پرداخت. مسجد خاوری را خواجه کیقباد بن ملک شرف‌الدین سمنانی ساخته و ایوان متصل به گنبد را خواجه عزالدین محمد بالیچه سمنانی وزیر میرزا شاهرخ بنا کرده‌است.

## مناره سلجوقی

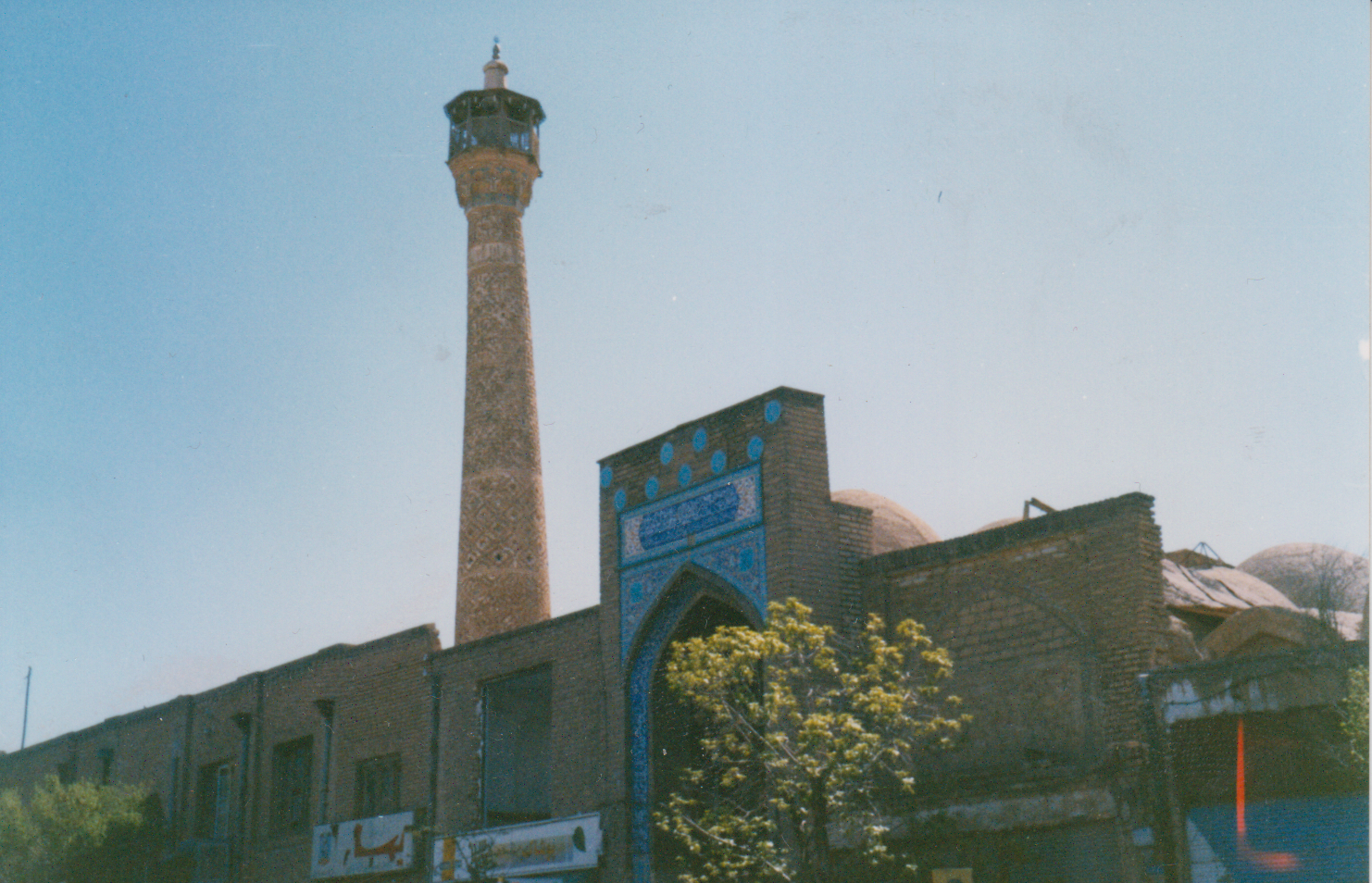
مسجد جامع سمنان، بزرگ‌ترین مسجد در فلات کویری ایران، دهه ۱۳۸۰ هجری شمسی

مناره مسجد جامع سمنان یکی از منارهای تاریخی ایران متعلق به دوره سلجوقیان به‌شمار می‌رود که در گوشه شمال شرقی مسجد جامع قرار دارد. ارتفاع این منار از سطح زمین ۳۱/۲۰ متر می‌باشد و از روی بام به ارتفاع ۲ متر بوسیله کتیبه‌ای با طرح و نقشی بسیار زیبا از آجر و با خط کوفی تزئین شده‌است. این بنا قدیمی‌ترین منار جنبان ایران می‌باشد. در مرکز این منار محوری چوبی قرار دارد که با تکان دادن آن کل منار حرکت می‌کند.
گفته شده است که در زمان های قدیم از این مناره به عنوان فانوسی بزرگ استفاده می‌شده و کاروانیان با دیدن آن راه خود را پیدا می‌کردند.